# Charles Stockard
Charles Rupert Stockard (1879–1939) foi um anatomista e zoólogo americano.

## Vida
Ele nasceu em Stoneville, Mississippi. Em 1906, ingressou no Departamento de Anatomia da Faculdade de Medicina da Cornell. Tornou-se professor de anatomia em 1911. Foi presidente da Associação Americana de Anatomistas (1928–1930). Estudou zoologia sob orientação de Thomas Hunt Morgan. Recebeu seu PhD em zoologia da Universidade Columbia em 1906.
Stockard passou anos conduzindo experimentos sobre os efeitos do álcool em células germinativas, embriões e descendentes. Ele testou o efeito de intoxicação alcoólica em porquinhos-da-índia grávidos. Descobriu que a embriopatia repetida pelo álcool levava a defeitos e malformações na prole, transmitidos a duas ou mais gerações. Seus resultados foram questionados pelo biólogo Raymond Pearl, que repetiu os experimentos com galinhas. Pearl concluiu que suas galinhas intoxicadas não produziam filhotes defeituosos, mas sim saudáveis. Atribuiu tal fato ao álcool afetar apenas ovos e esperma mais fracos, sem afetar os mais fortes. Para Pearl, a explicação era darwinista, não lamarckista.
Em outros experimentos polêmicos, Stockard produziu teratologia em fetos, induzindo hipóxia em fêmeas prenhes. Ele foi editor-administrativo do American Journal of Anatomy e coeditor do Journal of Experimental Zoology.
Stockard foi eleito para a Academia Nacional de Ciências dos Estados Unidos em 1922 e para a American Philosophical Society em 1924.

## Publicações
- Hormones and Structural Development (1927)
- The Physical Basis of Personality (1931)